# ليو تاكسيل
ماري جوزيف غابرييل أنطوان جوغاند باجيس، المعروف بالاسم المستعار ليو تاكسيل (بالفرنسية: Léo Taxil)، (21 مارس – مارس 1907) هو كاتب وصحفي فرنسي اشتهر بآرائه القوية المناهضة للكاثوليكية ورجال الدين.

## حياته
وُلد ماري جوزيف في مرسيليا، وفي سن الخامسة درس في مدرسة يسوعية. بعد أن أمضى سنوات طفولته في المدرسة الدينية، أصيب بخيبة أمل من العقيدة الكاثوليكية وبدأ يرى أن الأيديولوجية الدينية ضارة اجتماعياً. كما كتب بعض الروايات تحت اسم مستعار بروسبر مانين.